# Aryabhata (satélite)

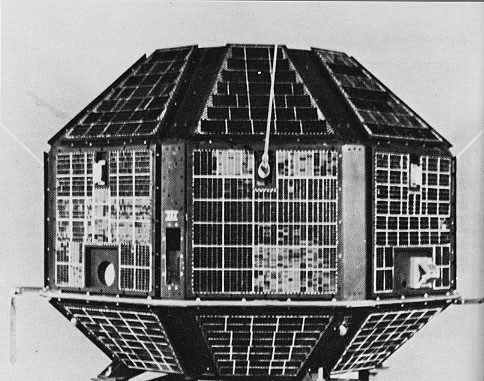
Satélite Aryabhata.

Aryabhata fue el primer satélite artificial fabricado por la India. El nombre proviene del matemático y astrónomo hindú Aryabhata (476 d. C. - 550 d. C.). Fue lanzado por la antigua Unión Soviética a bordo de un cohete Cosmos-3M (Kosmos 11K65M) desde el Cosmódromo de Kapustin Yar el 19 de abril de 1975. El satélite fue fabricado por la Agencia India de Investigación Espacial (ISRO).
Las operaciones científicas del satélite consistían en experimentos sobre astronomía de rayos-X, el estudio de las capas altas de la atmósfera terrestre y sobre física solar. El satélite tenía forma de polígono de 26 caras, cubiertas por paneles solares excepto la cara inferior y la cara superior; la masa total del cuerpo era 360 kg. Tras cuatro días en órbita, un fallo de energía inutilizó al satélite para proseguir con los experimentos, y a los cinco días de estar en órbita se dejó de recibir señal alguna del satélite.
La reentrada en la atmósfera se produjo el 11 de febrero de 1992.
- Datos: Q19706
- Multimedia: Aryabhata (satellite) / Q19706